# Sven Nys
Sven Nys (Bonheiden, 17 giugno 1976) è un dirigente sportivo, ex ciclocrossista, ciclista su strada e mountain biker belga.
Professionista dal 1998 al 2016, nel ciclocross, specialità di cui è considerato uno dei più forti di sempre, si è laureato due volte campione del mondo, nel 2005 e nel 2013, oltre a vincere tre edizioni della Coppa del mondo, tredici del Superprestige e nove del Bpost Bank Trofee (già Gazet van Antwerpen Trofee). Dopo il ritiro è diventato dirigente del team di ciclocross Baloise Trek Lions, già Telenet.

## Carriera
Attivo soprattutto nel ciclocross, seppe imporsi in tale specialità già a livello giovanile, vincendo il titolo mondiale tra gli Under-23 nel 1997 e nel 1998. Passato professionista nel settembre 1998 con la squadra olandese Rabobank, seppe ripetersi tra gli Elite vincendo l'iride nel 2005 a St. Wendel e nel 2013 a Louisville; si piazzò peraltro secondo ai Campionati del mondo nel 2011 e nel 2014, e terzo in cinque edizioni della rassegna (2000, 2002, 2008, 2009 e 2010).
Oltre ai titoli iridati, in carriera vinse per tre volte la coppa del mondo di ciclocross (sette se si considerano anche le classifiche non ufficializzate dall'UCI tra 2005 e 2008), aggiudicandosi un totale di 50 prove. In carriera fece inoltre sua per tredici volte, un record, l'importante rassegna multipla Superprestige, vincendo ben 64 prove, e per nove volte il Bpost Bank Trofee (già Gazet van Antwerpen Trofee), record, facendo sue 51 prove. Nel suo palmarès figurano anche nove campionati nazionali belgi; per nove stagioni, di cui cinque consecutive tra il 2005 e il 2009, è stato infine il ciclocrossista numero 1 nel ranking stilato dall'Unione Ciclistica Internazionale.
Su strada ha corso poco, ottenendo come migliori risultati due piazzamenti nei primi 50 alla Parigi-Roubaix nel biennio 2001-2002, un ottavo posto al Giro del Belgio 2006 e la vittoria all'Internationale Wielertrofee Jong Maar Moedig, gara di categoria 1.2 inclusa nel calendario UCI Europe Tour 2007.
Su mountain bike è stato cinque volte campione belga del cross country e, nella medesima specialità, terzo ai campionati europei del 2009. Nel 2008 e nel 2012 ha infine preso parte alla prova di cross-country ai Giochi olimpici di Pechino e Londra, classificandosi nono a Pechino e ritirandosi quattro anni dopo.
Dopo il ritiro dall'attività, avvenuto nel 2016, ha assunto la proprietà e la direzione del team di ciclocross Telenet-Fidea, rilevandolo dal fondatore della squadra Hans van Kasteren. La squadra è nota dal 2021 come Baloise Trek Lions.

## Palmarès

### Cross
- 1996-1997

Campionati del mondo Under-23
- 1997-1998

Campionati del mondo Under-23
Vlaamse Witloof Veldrit Vossem
Steinsel-Contern
Nationale Cyclo-Cross Otegem
- 1998-1999 (quindici vittorie)

Cyclo-Cross Bellem
Cyclocross Ruddervoorde, 1ª prova Superprestige
Cyclo-Cross Hägendorf
Cyclo-cross de Dijon
Cyklokros Tábor, 2ª prova Coppa del mondo
Cyclocross Sint-Michielsgestel, 3ª prova Superprestige
Internationale Cyclocross Gieten, 4ª prova Superprestige
Gran Premio Selle Italia Silvellese, 5ª prova Superprestige
Grote Prijs Rouwmoer, 3ª prova Gazet van Antwerpen Trofee
Cyclocross Diegem, 8ª prova Superprestige
Nationale Cyclo-Cross Otegem
Grossen Preis von Wetzikon, 10ª prova Superprestige
Classifica generale Superprestige
Grote Prijs Stad Eeklo
Internationale Sluitingsprijs, 6ª prova Gazet van Antwerpen Trofee
- 1999-2000 (ventitré vittorie)

Cyclo-Cross Bellem
Internationaler Schultheiss-Cup Berlin
Vlaamse Witloof Veldrit Vossem
Cyclocross Ruddervoorde, 1ª prova Superprestige
Praha Cyclo-Cross
Cyclo-Cross Kayl
Steinsel-Contern
Cyclo-Cross Safenwil, 1ª prova Coppa del mondo
Kasteelcross Zonnebeke
Duinencross
Internationale Cyclocross Gieten, 2ª prova Superprestige
Cyclocross Sint-Jozef Rijkevorsel, 2ª prova Gazet van Antwerpen Trofee
Cyclo-Cross Leudelange, 3ª prova Coppa del mondo
Classifica generale Coppa del mondo
Gran Premio Selle Italia Silvellese, 4ª prova Superprestige
Vlaamse Aardbeiencross, 5ª prova Superprestige
Centrumcross Surhuisterveen, 9ª prova Superprestige
Grote Prijs Sven Nys
Campionati belgi
Grossen Preis von Wetzikon, 8ª prova Superprestige
Classifica generale Superprestige
Krawatencross, 5ª prova Gazet van Antwerpen Trofee
Cyclo-Cross Westerlo
- 2000-2001 (sette vittorie)

Vlaamse Industrieprijs Bosduin, 3ª prova Gazet van Antwerpen Trofee
Cyclo-cross Heusden-Zolder, 4ª prova Coppa del mondo
Azencross
Cyclocross Diegem, 7ª prova Superprestige
Grote Prijs Sven Nys, prova Gazet van Antwerpen Trofee
Grote Prijs Montferland, 5ª prova Coppa del mondo
Krawatencross, 5ª prova Gazet van Antwerpen Trofee
- 2001-2002 (undici vittorie)

Internationale Veldrit Harderwijk
Cyclo-Cross International de Fourmies
Cyklokros Tábor
Koppenbergcross
Cyclocross Gavere, 3ª prova Superprestige
Ciclocross Monopoli, 1ª prova Coppa del mondo
Cyclocross Gieten, 4ª prova Superprestige
Classifica generale Superprestige
Ziklokross Igorre, 2ª prova Coppa del mondo
Grossen Preis von Wetzikon, 5ª prova Coppa del mondo
Classifica generale Coppa del mondo
- 2002-2003 (diciassette vittorie)

Steenbergcross
Cyclo-Cross de Val Joly
Cyclocross Ruddervoorde, 1ª prova Superprestige
Grand Prix de la Région Wallonne
Cyclocross Sint-Michielsgestel, 2ª prova Superprestige
Bollekescross
Cyclocross Gieten, 4ª prova Superprestige
Grote Prijs Rouwmoer, 3ª prova Gazet van Antwerpen Trofee
Azencross, 4ª prova Gazet van Antwerpen Trofee
Grote Prijs Sven Nys, 5ª prova Gazet van Antwerpen Trofee
Classifica generale Gazet van Antwerpen Trofee
Liévin Cyclo-Cross, 3ª prova Coppa del mondo
Campionati belgi
Vlaamse Aardbeiencross, 6ª prova Superprestige
Cyclo-Cross International de Harnes, 7ª prova Superprestige
Classifica generale Superprestige
Grote Prijs Adrie van der Poel, 5ª prova Coppa del mondo
- 2003-2004 (nove vittorie)

Steenbergcross
Cyclocross Torino, 1ª prova Coppa del mondo
Cyclocross Sint-Michielsgestel, 2ª prova Superprestige
Cyclocross St. Wendel, 2ª prova Coppa del mondo
Grossen Preis von Wetzikon, 3ª prova Coppa del mondo
Kersttrofee
Grote Prijs Sven Nys, 5ª prova Gazet van Antwerpen Trofee
Grote Prijs Stad Eeklo
De Vlaamse Trofee Deschacht
- 2004-2005 (ventisei vittorie)

Aalterse Jaarmarkttrofee
Steenbergcross
Nacht van Woerden
Cyclocross Ruddervoorde, 1ª prova Superprestige
Koppenbergcross, 1ª prova Gazet van Antwerpen Trofee
Internationale Cyclo Cross Huijbergen
Veldrit Pijnacker, 3ª prova Coppa del mondo
Cyclocross Gavere, 4ª prova Superprestige
Cyclocross Gieten, 5ª prova Superprestige
Grossen Preis von Wetzikon, 5ª prova Coppa del mondo
Trofeo Mamma e Papà Guerciotti, 6ª prova Coppa del mondo
Vlaamse Industrieprijs Bosduin
Druivencross, 7ª prova Coppa del mondo
Azencross, 4ª prova Gazet van Antwerpen Trofee
Grote Prijs Sven Nys, 5ª prova Gazet van Antwerpen Trofee
Campionati belgi
Cyclo-Cross International de Nommay, 9ª prova Coppa del mondo
Grote Prijs Adrie van der Poel, 10ª prova Coppa del mondo
Campionati del mondo
Krawatencross, 6ª prova Gazet van Antwerpen Trofee
Cyclo-Cross International de Lanarvily, 11ª prova Coppa del mondo
Classifica generale Coppa del mondo
De Vlaamse Trofee Deschacht, 8ª prova Superprestige
Classifica generale Superprestige
Internationale Sluitingsprijs, 7ª prova Gazet van Antwerpen Trofee
Classifica generale Gazet van Antwerpen Trofee
- 2005-2006 (ventotto vittorie)

Aalterse Jaarmarkttrofee
Internationale Openingsveldrit Harderwijk
Kleicross
Vlaamse Industrieprijs Bosduin, 1ª prova Coppa del mondo
Cyklokros Tábor, 2ª prova Coppa del mondo
Koppenbergcross, 1ª prova Gazet van Antwerpen Trofee
Bollekescross, 3ª prova Superprestige
Jaarmarktcross Niel, 2ª prova Gazet van Antwerpen Trofee
Veldrit Pijnacker, 3ª prova Coppa del mondo
Grote Prijs van Hasselt
Cyclocross Gavere, 4ª prova Superprestige
Duinencross
Grossen Preis von Wetzikon, 4ª prova Coppa del mondo
Trofeo Mamma e Papà Guerciotti, 5ª prova Coppa del mondo
Kersttrofee, 7ª prova Coppa del mondo
Azencross, 4ª prova Gazet van Antwerpen Trofee
Cyclocross Hooglede-Gits, 8ª prova Coppa del mondo
Grote Prijs De Ster
Campionati belgi
Liévin Cyclo-Cross, 9ª prova Coppa del mondo
Classifica generale Coppa del mondo
Krawatencross, 6ª prova Gazet van Antwerpen Trofee
Classifica generale Gazet van Antwerpen Trofee
Vlaamse Aardbeiencross, 7ª prova Superprestige
Grote Prijs Stad Eeklo
Internationale Veldrit Heerlen
De Vlaamse Trofee Deschacht, 8ª prova Superprestige
Classifica generale Superprestige
- 2006-2007 (trenta vittorie)

Steenbergcross
Cyclo-Cross International de Aigle, 1ª prova Coppa del mondo
Cyclocross Zonhoven
Grand Prix de la Région Wallonne
Cyclocross Ruddervoorde, 1ª prova Superprestige
Vlaamse Industrieprijs Bosduin, 2ª prova Coppa del mondo
Cyclocross Sint-Michielsgestel, 2ª prova Superprestige
Koppenbergcross, 1ª prova Gazet van Antwerpen Trofee
Vlaamse Witloof Veldrit
Veldrit Pijnacker, 5ª prova Coppa del mondo
Cyclocross Gavere, 3ª prova Superprestige
Duinencross, 6ª prova Coppa del mondo
Cyclocross Gieten, 4ª prova Superprestige
Ziklokross Igorre, 7ª prova Coppa del mondo
Bollekescross, 5ª prova Superprestige
Grote Prijs Rouwmoer, 4ª prova Gazet van Antwerpen Trofee
Druivencross
Wachtebeke Cyclo-Cross
Cyclocross Diegem, 6ª prova Superprestige
Grote Prijs Sven Nys, 6ª prova Gazet van Antwerpen Trofee
Grote Prijs De Ster
Cyclo-Cross International de Nommay, 9ª prova Coppa del mondo
Grote Prijs Adrie van der Poel, 10ª prova Coppa del mondo
Classifica generale Coppa del mondo
Krawatencross, 7ª prova Gazet van Antwerpen Trofee
Classifica generale Gazet van Antwerpen Trofee
Vlaamse Aardbeiencross, 7ª prova Superprestige
Grote Prijs Stad Eeklo
De Vlaamse Trofee Deschacht, 8ª prova Superprestige
Classifica generale Superprestige
- 2007-2008 (ventitre vittorie)

Grote Prijs Neerpelt
Internationale Openingsveldrit Harderwijk
Grand Prix de la Région Wallonne
Cyclocross Ruddervoorde, 1ª prova Superprestige
Cyklokros Tábor, 2ª prova Coppa del mondo
Koppenbergcross, 1ª prova Gazet van Antwerpen Trofee
Bollekescross, 2ª prova Superprestige
Grote Prijs d'Hasselt, 3ª prova Gazet van Antwerpen Trofee
Cyclocross Gavere, 3ª prova Superprestige
Duinencross, 4ª prova Coppa del mondo
Ziklokross Igorre, 5ª prova Coppa del mondo
Asteasu Ziklokross
Internationale Cyclocross Veghel-Eerde, 5ª prova Superprestige
Grote Prijs Rouwmoer, 4ª prova Gazet van Antwerpen Trofee
Scheldecross
Kersttrofee, 7ª prova Coppa del mondo
Noordzeecross
Cyclocross Diegem, 6ª prova Superprestige
Classifica generale Superprestige
Grote Prijs Sven Nys, 6ª prova Gazet van Antwerpen Trofee
Classifica generale Gazet van Antwerpen Trofee
Campionati belgi
Centrumcross Surhuisterveen
- 2008-2009 (ventuno vittorie)

Grote Prijs Neerpelt
Grand Prix de la Région Wallonne
Cyclocross Ruddervoorde, 1ª prova Superprestige
Vlaamse Industrieprijs Bosduin, 1ª prova Coppa del mondo
Koppenbergcross, 1ª prova Gazet van Antwerpen Trofee
Vlaamse Houtlandcross
Cyclocross Gavere, 3ª prova Superprestige
Bollekescross, 4ª prova Superprestige
Ziklokross Igorre, 5ª prova Coppa del mondo
Grote Prijs Rouwmoer, 4ª prova Gazet van Antwerpen Trofee
Noordzeecross
Grote Prijs Sven Nys, 6ª prova Gazet van Antwerpen Trofee
Campionati belgi
Trofeo Mamma e Papà Guerciotti, 9ª prova Coppa del mondo
Classifica generale Coppa del mondo
Parkcross
Vlaamse Aardbeiencross, 7ª prova Superprestige
De Vlaamse Trofee Deschacht, 8ª prova Superprestige
Classifica generale Superprestige
Internationale Sluitingsprijs, 8ª prova Gazet van Antwerpen Trofee
Classifica generale Gazet van Antwerpen Trofee
- 2009-2010 (quindici vittorie)

Cyclocross Ruddervoorde, 1ª prova Superprestige (Ruddervoorde)
Nacht van Woerden (Woerden)
Koppenbergcross, 2ª prova Gazet van Antwerpen Trofee (Oudenaarde)
Jaarmarktcross Niel (Niel)
Cyclocross Gieten, 5ª prova Superprestige (Gieten)
Scheldecross (Anversa)
Vlaamse Industrieprijs Bosduin, 6ª prova Coppa del mondo (Kalmthout)
Noordzeecross (Middelkerke)
Azencross, 5ª prova Gazet van Antwerpen Trofee (Loenhout)
Grote Prijs Sven Nys, 6ª prova Gazet van Antwerpen Trofee (Baal)
Campionati belgi
Kasteelcross (Zonnebeke)
Krawatencross, 7ª prova Gazet van Antwerpen Trofee
Cyclocross Zonhoven, 7ª prova Superprestige (Zonhoven)
Classifica generale Gazet van Antwerpen Trofee
- 2010-2011 (quattordici vittorie)

Steenbergcross (Erpe-Mere)
Grote Prijs Mario De Clercq (Ronse)
Grote Prijs Neerpelt (Neerpelt)
Koppenbergcross, 2ª prova Gazet van Antwerpen Trofee (Oudenaarde)
Jaarmarktcross Niel (Niel)
Bollekescross, 3ª prova Superprestige (Hamme-Zogge)
Cyclocross Gavere, 4ª prova Superprestige (Gavere)
Asteasu Ziklokross (Asteasu)
Grote Prijs Rouwmoer, 4ª prova Gazet van Antwerpen Trofee (Essen)
Druivencross (Overijse)
Grote Prijs Sven Nys, 5ª prova Gazet van Antwerpen Trofee (Baal)
Parkcross (Maldegem)
Vlaamse Aardbeiencross, 7ª prova Superprestige (Hoogstraten)
Classifica generale Superprestige
- 2011-2012 (dodici vittorie)

Grote Prijs Neerpelt (Neerpelt)
Cyklokros Plzeň, 1ª prova Coppa del mondo (Plzeň)
Duinencross, 3ª prova Coppa del mondo (Koksijde)
Cyclocross Gieten, 5ª prova Superprestige (Gieten)
Scheldecross (Anversa)
Druivencross (Overijse)
Cyclo-Cross de la Citadelle, 5ª prova Coppa del mondo (Namur)
Cyclocross Leuven (Lovanio)
Campionati belgi
Classifica generale Superprestige
Grote Prijs Stad Eeklo (Eeklo)
Cauberg Cyclocross (Valkenburg aan de Geul)
- 2012-2013 (quattordici vittorie)

Grote Prijs Neerpelt (Neerpelt)
Vlaamse Industrieprijs Bosduin (Kalmthout)
Cyclocross Ruddervoorde, 1ª prova Superprestige (Ruddervoorde)
Cyclocross Zonhoven, 2ª prova Superprestige (Zonhoven)
Bollekescross, 3ª prova Superprestige (Hamme-Zogge)
Grote Prijs van Hasselt, 3ª prova Bpost Bank Trofee (Hasselt)
Cyclocross Gavere, 4ª prova Superprestige (Gavere)
Grand Prix Lille Métropole, 4ª prova Coppa del mondo (Roubaix)
Druivencross (Overijse)
Grote Prijs De Ster (Sint-Niklaas)
Grote Prijs Eric De Vlaeminck, 6ª prova Coppa del mondo (Heusden-Zolder)
Versluys Cyclo-cross (Bredene)
Campionati del mondo
Vlaamse Aardbeiencross, 7ª prova Superprestige (Hoogstraten)
Grote Prijs Stad Eeklo (Eeklo)
- 2013-2014 (diciassette vittorie)

Grote Prijs Mario De Clercq, 1ª prova Bpost Bank Trofee (Ronse)
Jaarmarktcross Niel (Niel)
Cyclocross Gavere, 4ª prova Superprestige (Gavere)
Grote Prijs van Hasselt, 3ª prova Bpost Bank Trofee (Hasselt)
Druivencross (Overijse)
Azencross, 5ª prova Bpost Bank Trofee (Loenhout)
Cyclocross Diegem, 6ª prova Superprestige (Diegem)
Grote Prijs Sven Nys, 6ª prova Bpost Bank Trofee (Baal)
Kasteelcross (Zonnebeke)
Cyclocross Leuven (Lovanio)
Krawatencross, 7ª prova Bpost Bank Trofee (Lille)
Vlaamse Aardbeiencross, 7ª prova Superprestige (Hoogstraten)
Classifica generale Bpost Bank Trofee
Classifica generale Superprestige
Parkcross (Maldegem)
CrossVegas (Las Vegas)
Kleicross (Lebbeke)
- 2014-2015 (quattro vittorie)

CrossVegas (Las Vegas)
Grote Prijs Neerpelt (Neerpelt)
Grote Prijs Mario De Clercq, 1ª prova Bpost Bank Trofee (Ronse)
Jaarmarktcross Niel (Niel)
- 2015-2016 (due vittorie)

Grote Prijs van Hasselt (Hasselt)
Duinencross, 3ª prova Coppa del mondo (Koksijde)

### Strada
- 2007 (Rabobank Continental, una vittoria)

Internationale Wielertrofee Oetingen

### Mountain bike
- 2005

Campionati belgi, Cross country
- 2007

Campionati belgi, Cross country
- 2013

Campionati belgi, Cross country
- 2014

Campionati belgi, Cross country
- 2015

Campionati belgi, Cross country

## Piazzamenti

### Competizioni mondiali
- Campionati del mondo di ciclocross[5]

Corva 1993 - Juniores: 21º
Koksijde 1994 - Juniores: 4º
Eschenbach 1995 - Juniores: 35º
Montreuil 1996 - Under 23: 51º
Monaco di Baviera 1997 - Under 23: vincitore
Middelfart 1998 - Under 23: vincitore
Poprad 1999 - Elite: 6º
Sint-Michielsgestel 2000 - Elite: 3º
Tábor 2001 - Elite: 4º
Zolder 2002 - Elite: 3º
Monopoli 2003 - Elite: 5º
Pontchâteau 2004 - Elite: ritirato
St. Wendel 2005 - Elite: vincitore
Zeddam 2006 - Elite: ritirato
Hooglede 2007 - Elite: 11º
Treviso 2008 - Elite: 3º
Hoogerheide 2009 - Elite: 3º
Tábor 2010 - Elite: 3º
St. Wendel 2011 - Elite: 2º
Koksijde 2012 - Elite: 7º
Louisville 2013 - Elite: vincitore
Hoogerheide 2014 - Elite: 2º
Tábor 2015 - Elite: 17º
Heusden-Zolder 2016 - Elite: 4º
- Coppa del mondo di ciclocross[5]

1998-1999: 3º
1999-2000: vincitore
2000-2001: 6º
2001-2002: vincitore
2002-2003: 2º
2003-2004: 2º
2004-2005: vincitore
2005-2006: vincitore
2006-2007: vincitore
2007-2008: vincitore
2008-2009: vincitore
2009-2010: 3º
2010-2011: 3º
2011-2012: 2º
2012-2013: 3º
2013-2014: 12º
2014-2015: 28º
2015-2016: 4º
- Giochi olimpici

Pechino 2008 - Cross country: 9º
Londra 2012 - Cross country: ritirato

## Riconoscimenti
- Kristallen Fiets: 2007
- Trofeo Flandrien: 2014